# Teestrup
Teestrup ist ein Ort auf der dänischen Insel Seeland. Er gehört zur Gemeinde Faxe in der Region Sjælland und zählt 241 Einwohner (Stand 1. Januar 2023). Teestrup liegt 5 km westlich von Haslev und 18 km nördlich von Næstved.

## Entwicklung der Einwohnerzahl
| Jahr           | Einwohner |
| -------------- | --------- |
| 1. Januar 1976 | 209       |
| 1. Januar 1981 | 236       |
| 1. Januar 1986 | 242       |
| 1. Januar 1990 | 247       |
| 1. Januar 1996 | 254       |
| 1. Januar 2000 | 225       |
| 1. Januar 2004 | 221       |
| 1. Januar 2008 | 235       |
| 1. Januar 2009 | 225       |
| 1. Januar 2010 | 240       |

## Verwaltungszugehörigkeit
- bis 31. März 1970: Landgemeinde Teestrup, Sorø Amt
- 1. April 1970 bis 31. Dezember 2006: Haslev Kommune, Vestsjællands Amt
- seit 1. Januar 2007: Faxe Kommune, Region Sjælland